# StatCounter

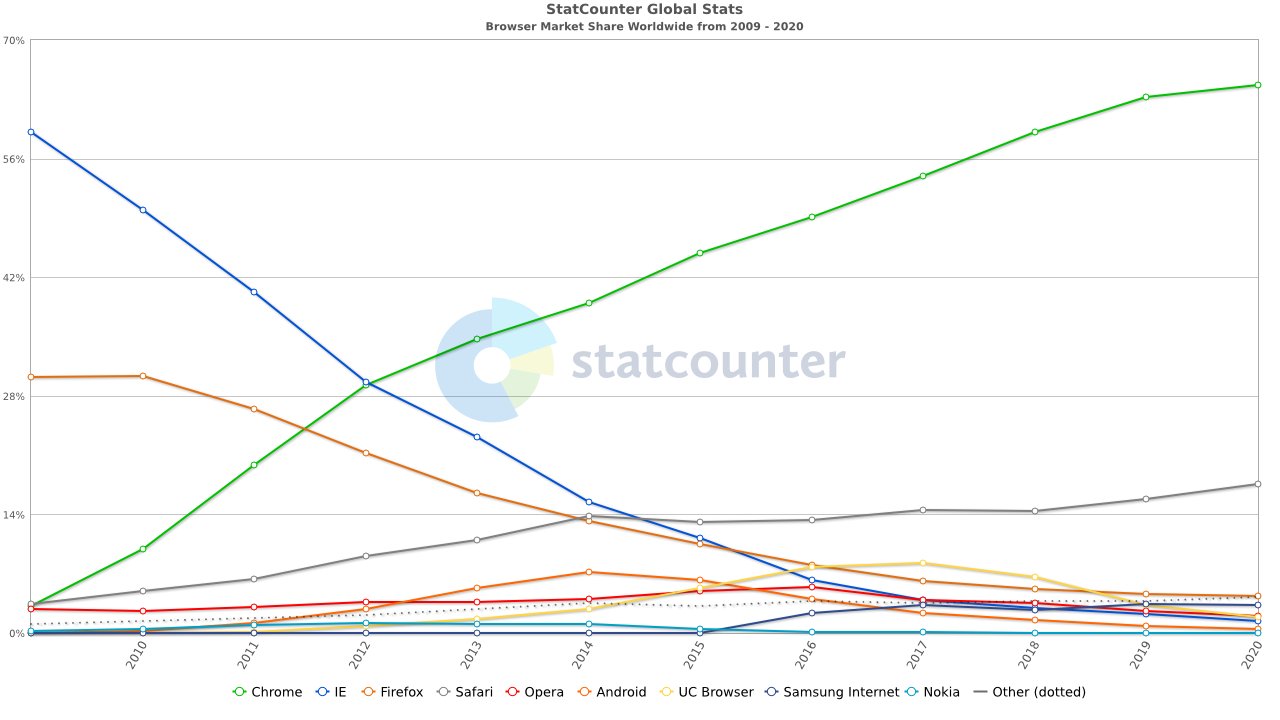
Graphique publié par StatCounter sur les navigateurs web les plus populaires entre 2009 et 2020.

StatCounter est une compagnie basée à Dublin qui édite un logiciel pour mesurer le nombre de visites sur un site Web. Le logiciel est gratuit pour les petits utilisateurs et payant pour les sites plus fréquentés.
StatCounter fournit aussi gratuitement des parts de marché pour les navigateurs Web, les systèmes d'exploitation, les moteurs de recherche et les réseaux sociaux. Certaines parts de marché sont disponibles pour les ordinateurs et les appareils mobiles.

## Méthodologie de calcul des parts de marché
Pour produire ses parts de marché, StatCounter utilise un logiciel de mesure installé sur le site de ses clients qui utilise son logiciel de mesure de leurs visiteurs. En juin 2010, ce logiciel était installé sur 3 millions de sites à travers le monde. Ces sites couvrent divers domaines d'activités et diverses régions du monde. Chaque mois, plus de 15 milliards de visites sur ces sites sont utilisées pour produire les statistiques de parts de marché.
Lors de chaque visite d'un internaute sur un site, l'identité du système d'exploitation et du navigateur de l'internaute est captée. Pour les statistiques sur les moteurs de recherche, le logiciel identifie l'identité du moteur de recherche utilisé pour trouver le site si la visite découle de l'utilisation d'un moteur de recherche. De même, pour les statistiques sur les réseaux sociaux, le logiciel identifie l'identité du réseau à partir duquel la visite est initiée si la visite est initiée à partir d'un réseau social.
Les informations obtenues ne sont pas manipulées d'aucune façon. Elles ne sont pas combinées avec aucune autre information et ne sont pas pondérées d'aucune façon.
Nombre de visites utilisées pour produire les statistiques de parts de marché par pays en juillet 2010 :
- États-Unis : 3965 millions ;
- Brésil : 1229 millions ;
- Royaume-Uni : 781 millions ;
- Allemagne : 633 millions ;
- Thaïlande : 624 millions ;
- Turquie : 538 millions ;
- Canada : 477 millions ;
- Indonésie : 451 millions ;
- Inde : 426 millions ;
- Chine : 395 millions.

L'absence de pondération des résultats amène un certain biais dans les résultats parce que le nombre de visites captées par pays n'est pas proportionnel au nombre total de visites générées de ce pays. Comme on peut le voir dans les informations du paragraphe précédent, le Canada à plus d'impact que la Chine sur les résultats globaux bien que le Canada compte beaucoup moins d'internautes que la Chine.
Ce biais ne rend pas les statistiques inutiles. Au contraire, les statistiques sont très révélatrices. Comme la méthodologie ne change pas dans le temps, les tendances des parts de marché sont crédibles. Ces statistiques gratuites sont très utiles et suffisamment précises pour plusieurs utilisateurs qui ne peuvent se payer les statistiques un peu plus précises mais très couteuses qui sont disponibles auprès des grandes compagnies de mesure de l'activité sur Internet. De plus, l'existence de ces statistiques gratuites force les distributeurs de statistiques payantes à améliorer leur méthodologie et à garder leur prix à un niveau raisonnable !

## Parts de marché mesurées
StatCounter mesure les parts de marché suivantes :
- les navigateurs Web utilisés par des ordinateurs ;
- les versions des navigateurs Web utilisés par un ordinateur ;
- les navigateurs Web utilisés par des appareils mobiles ;
- les systèmes d'exploitation utilisés par des ordinateurs ;
- les systèmes d'exploitation utilisés par des appareils mobiles ;
- les moteurs de recherche utilisés par des ordinateurs ;
- les moteurs de recherche utilisés par des appareils mobiles ;
- les provenances des requêtes (ordinateur ou appareil mobile) ;
- les réseaux sociaux (la part de marché ne tient pas compte des visites sur le site du réseau social, mais bien des références du média social vers un site client de Statcounter).